# Joshua Kennedy
Joshua Kennedy (Wodonga, Victoria, Australia, 20 de agosto de 1982) es un exfutbolista australiano. Jugaba de delantero y su último club fue Melbourne City FC de la A League.

## Selección nacional
Con la selección juvenil participó de la Copa Mundial Sub-17 de 1999 en Nueva Zelanda, donde fue subcampeón. También jugó el Mundial Sub-20 de 2001 que se realizó en Argentina.
Con la selección absoluta ha sido internacional en 33 ocasiones, anotando 17 goles. Su debut internacional fue el 7 de junio de 2006 en un amistoso contra Liechtenstein. Kennedy sería incluido en la lista de 23 jugadores que representarían a Australia en la Copa Mundial en Alemania ese mismo año.
Kennedy también representó a Australia en Sudáfrica en la Copa Mundial de 2010.
El 13 de mayo de 2014 fue incluido por el entrenador de la selección australiana en la lista preliminar de 30 jugadores con miras a la Copa Mundial de Fútbol de 2014. El 3 de junio de 2014 fue uno de los cuatro descartes junto con Birighitti, Wilkshire y Rogic.

### Participaciones en Copas del Mundo
| Mundial                        | Sede      | Resultado        | Partidos | Goles |
| ------------------------------ | --------- | ---------------- | -------- | ----- |
| Copa Mundial de Fútbol de 2006 | Alemania  | Octavos de final | 2        | 0     |
| Copa Mundial de Fútbol de 2010 | Sudáfrica | Primera fase     | 2        | 0     |

## Clubes
| Club                | País      | Año       |
| ------------------- | --------- | --------- |
| Carlton S.C.        | Australia | 1999-2000 |
| VfL Wolfsburgo      | Alemania  | 2000-2002 |
| Stuttgarter Kickers | Alemania  | 2002-2003 |
| Colonia             | Alemania  | 2003-2004 |
| Dinamo Dresde       | Alemania  | 2004-2006 |
| F. C. Núremberg     | Alemania  | 2006-2007 |
| Karlsruher SC       | Alemania  | 2008-2009 |
| Nagoya Grampus      | Japón     | 2009-2014 |
| Melbourne City FC   | Australia | 2015      |

## Palmarés

### Campeonatos nacionales
| Título               | Club            | País     | Año       |
| -------------------- | --------------- | -------- | --------- |
| Copa de Alemania     | F. C. Núremberg | Alemania | 2006-2007 |
| J. League Division 1 | Nagoya Grampus  | Japón    | 2010      |
| Supercopa de Japón   | Nagoya Grampus  | Japón    | 2011      |

### Distinciones individuales
| Distinción                                            | Año  |
| ----------------------------------------------------- | ---- |
| Máximo goleador de la J. League Division 1 (17 goles) | 2010 |
| XI de la J. League                                    | 2010 |
| Máximo goleador de la J. League Division 1 (19 goles) | 2011 |
| XI de la J. League                                    | 2011 |